# Bucks Buccaneers
Der Bucks Buccaneers FC (bis Januar 2025 Civics FC) ist ein Fußballverein aus Windhoek in Namibia.
Bucks Buccaneers spielte in der Namibia Premier League, der höchsten Spielklasse im namibischen Fußball, ehe sie in der Saison 2018/19 abstiegen. Ihr Heimatstadion ist Sam-Nujoma-Stadion im Windhoeker Stadtteil Katutura.

## Geschichte
Der Verein wurde 1983 unter dem Namen „Bethlehem Boys“ gegründet. Später änderte sich der Name zunächst in „The Mighty Civilians“ und letztendlich in „Civics FC“. Lange Zeit wurde die Weiterentwicklung des Vereins durch finanzielle Probleme erschwert. Im Jahr 2000 erklärte sich die Buschschule Namibia dazu bereit, den Verein zu unterstützen. Dadurch wurde der Verein neu organisiert und wettbewerbsfähig gemacht. Die Zusammenarbeit endete 2007. Vereinspräsident war seitdem gebürtige Flensburger Helmuth Scharnowski, der auch bis 13. August 2010 Trainer war. Bis Mitte August war Ali Akan Trainer, ehe Christie Guruseb das Amt übernahm. Scharnowski war weiterhin bis 2013 Vorstandsvorsitzender und Leiter der Fußballabteilung. Im Januar 2025 wurde der Verkauf des Vereins und der Erstligaspielrechte durch den Eigentümer Tim Isaacs bekanntgegeben.

## Fußballakademie
Im Februar 2011 gab der Verein bekannt, in Zusammenarbeit mit der Southern Africa Soccer Academy eine Fußballakademie zu gründen. Die Spieler erhalten unter anderem die Möglichkeit, einige Zeit beim SK Sturm Graz in Österreich mitzutrainieren und mitzuspielen.

## Erfolge
- Namibischer Fußballmeister: 2005, 2006, 2007
- Namibischer Pokalsieger: 2003, 2008

Herausragender, international bekannter Spieler vom FC Civics ist Collin Benjamin.

## Internationale Teilnahmen
- CAF Champions League: 2004, 2007 Vorrunde; 2006 1/16 Finale

## Trainer
- Helmuth Scharnowski (2001–2010)
- Ali Akan (2010)
- Christie Guruseb (2010–2011)
- Jerry Zimmer (2011–?)
- James Britz (2023–2025)
- Woody Jacobs (20. Januar 2025–5. April 2025)
- Ronnie Kanalelo (seit April 2025)[5]

## Spieler
- Johannes Jantze (2007–2009)